# Kelham Island Museum
Le Kelham Island Museum, inauguré en 1982, est un musée industriel situé sur Alma Street, au bord de la rivière Don au centre de Sheffield, en Angleterre.

## Le site
L'île sur laquelle il se trouve est artificielle, résultant de la construction au XIIe siècle d'un bief qui détournait l'eau de la Don pour alimenter un moulin appartenant au seigneur du manoir. L'île aurait ensuite été nommée en l'honneur de l'armurier de la ville, Kellam Homer, qui possédait un atelier de mouture de farine sur le bief (appelé vernaculairement goit) du moulin voisin en 1637.
Restée au milieu des prés pendant une grande partie de son existence, la fonderie de John Crowley est construite en 1829 et fonctionne jusqu'aux années 1890. Le 11 mars 1864 a lieu une inondation provoquée par la rupture du barrage de Dale Dyke, causant des dégâts dans les ateliers. En 1899, la fonderie de Crowley est  remplacée par une centrale électrique  pour fournir l'électricité aux nouveaux tramways de la ville. La centrale électrique a fonctionné jusque dans les années 1930, lorsque le bâtiment était utilisé comme entrepôt et comme atelier. Ce sont les locaux aujourd'hui occupés par le musée, ainsi que par Russell Works, autrefois occupés par MM. Wheatman et Smith. Russell Works abrite désormais la Hawley Gallery et le Crucible Shop, tous deux faisant partie du musée,.

## Le musée

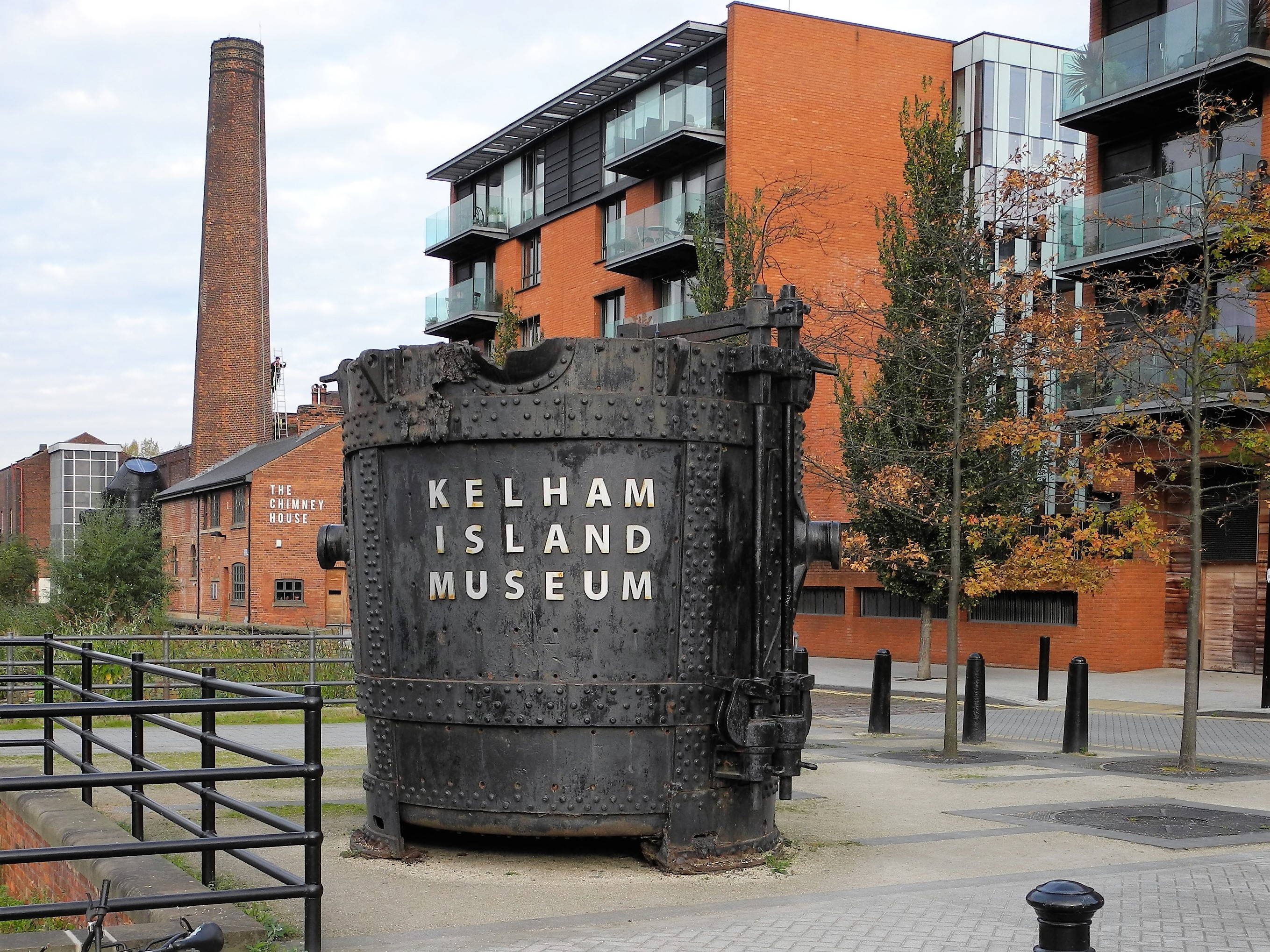
Une anciene cuve à acier, exposée à l'entrée du Musée de l'île Kelham.

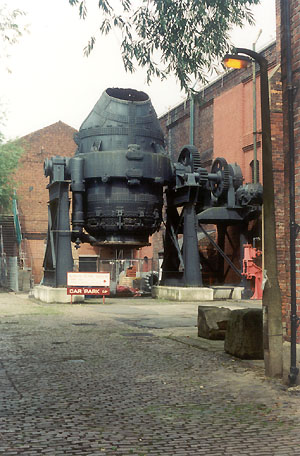
Convertisseur Bessemer au musée de l'île Kelham

Le musée abrite des expositions sur la science et l'industrie à Sheffield, notamment des reconstitutions d'ateliers artisanaux de little mesters et le plus grand convertisseur Bessemer d'Angleterre encore intact. Cet objet a reçu un Engineering Heritage Award en 2004 de la part de l' Institution of Mechanical Engineers. Le convertisseur pilote d'Henry Bessemer est exposé au Science Museum (Londres). Le musée organise des visites pour les écoles locales ainsi que des démonstrations du moteur de la rivière Don de 1905, une machine à vapeur de 12 000 chevaux (9 MW), qui alimentait à l'origine un laminoir de tôles blindées. Ce moteur est remarquable par sa capacité à changer de direction très rapidement, une caractéristique nécessaire au laminage efficace de l'acier lourd. Vers la fin de sa durée d'utilisation il permettait de presser de l'acier destiné aux réacteurs nucléaires (il a été utilisé pour la dernière fois en production en 1978 à River Don Works). Le musée est géré par le Sheffield Industrial Museums Trust . C'est un point d'ancrage de l'ERIH, la Route Européenne du Patrimoine Industriel (Europen Route of Industrail Heritage).
Le musée abrite également le prototype de l'automobile Sheffield-Simplex, l'un des trois seuls qui subsistent. Celle-ci est décrite comme « l'un des  meilleurs et des plus remarquables des véhicules disponibles, représentant le point le plus élevé jamais atteint par la conception automobile », par le Times en 1913. L'horloge Benjamin Huntsman, le premier objet manufacturé à contenir de l'acier au creuset est exposée dans la galerie Enid Hattersley. Le musée possède également de vastes archives photographiques utilisées par les auteurs pour illustrer les livres d'histoire locale, ainsi qu'une toile des années 1920, Crucible (Creuset) signée de la peintre Mabel Hildick.
Depuis 2009 le musée abrite l'atelier d'un artisan local (un little mester), Stan Shaw, qui y travaille et fait des démonstrations publiques de fabrication de couteaux jusqu'à sa mort survenue en 2021,.

## L'inondation de 2007
Le musée a beaucoup souffert de l'inondation de Sheffield de juillet 2007, avec plus d'un mètre d'eau dans les bâtiments, causant 1,5 million de £ de dégâts. Parmi les objets endommagés figurent des toiles de William Cowen et Henry Perlee Parker, un professeur de dessin au Wesleyan College de Sheffield. Le musée est ensuite fermé pendant 18 mois. Il a rouvert au public en septembre 2008. Il reçoit une mention élogieuse nationale du Conseil des musées, bibliothèques et archives (MLA) pour son rétablissement après les inondations de 2007. Le site est désormais protégé par de nouvelles défenses contre les inondations qui ont été achevées en décembre 2011.